# エドワード・W・ワグナー
エドワード・ワーグナー（Edward W. Wagner、1924年8月7日 - 2001年12月7日）は、アメリカ合衆国の歴史学者。専門は朝鮮史。
ハーバード大学名誉教授で、アメリカにおける朝鮮研究の第一人者である。